# Andrew Clark (Eishockeyspieler, 1975)
Andrew Clark (* 3. Dezember 1975 in Desoronto, Ontario) ist ein ehemaliger kanadischer Eishockeyspieler, der unter anderem für die Schwenninger Wild Wings in der Deutschen Eishockey Liga aktiv war.

## Karriere
Clark begann seine Karriere 1993 in der kanadischen Juniorenliga Ontario Hockey League bei den Sault Ste. Marie Greyhounds. Dort absolvierte er in der Saison 1993/94 insgesamt 75 Spiele und erzielte dabei 46 Scorerpunkte. Während der folgenden Saison verließ er den Klub und wechselte innerhalb der Liga zunächst zu den Guelph Storm und wenig später zu den Belleville Bulls, bei denen er die Spielzeit beendete. Im Sommer 1995 kehrte er für eine Saison zu den Guelph Storm zurück. Dort trug er 80 Mal das Trikot des OHL-Franchises und punktete dabei 75 Mal. Anschließend verpflichteten ihn zur Saison 1996/97 die Schwenninger Wild Wings aus der Deutschen Eishockey Liga. 
In Schwenningen war Clark zwei Jahre aktiv und konnte in dieser Zeit nicht überzeugen. So verließ er den Klub im Jahr 1998 und schloss sich dem damaligen Zweitligisten Crocodiles Hamburg an. Da er mit den Hamburgern am Saisonende in die dritte Liga abstieg, kehrte er nach Nordamerika zu den Johnstown Chiefs in die East Coast Hockey League zurück. Bei den Chiefs stand er bis 2002 im Kader. Nachdem er die Saison 2002/03 aussetzte, unterschrieb er im Sommer 2003 einen Vertrag bei den Deseronto Bulldogs aus der Eastern Ontario Senior Hockey League, bei denen er im Jahr 2004 seine aktive Eishockeykarriere beendete.